# Hafnium 178m2
table
L'hafnium 178m2, noté 178m2Hf, est l'isomère nucléaire correspondant à l'énergie d'excitation de 2 446,09 ± 0,08 keV de l'isotope de l'hafnium dont le nombre de masse est égal à 178 : son noyau atomique compte 72 protons et 106 neutrons avec un spin 16+ pour une masse atomique de 177,943 69 g/mol. L'hafnium 178 est caractérisé par un excès de masse de −52 444,3 ± 2,1 keV et une énergie de liaison nucléaire par nucléon de 8 049,49 ± 1,2 keV. Un gramme d'hafnium 178m2 présente une radioactivité de 1,6 TBq.

## Propriétés remarquables
L'intérêt de cet isomère particulier réside dans la conjonction de son énergie d'excitation élevée (près de 2,45 MeV) et de sa relative stabilité (conséquence de son spin de 16+), puisqu'il retombe à son état fondamental avec une période radioactive d'environ 31 ans en émettant une cascade de photons γ cumulant 2,446 MeV pour chaque transition isomérique, le plus énergétique atteignant 574 keV. Cela signifie qu'il serait susceptible de stocker sur une période de temps relativement longue une quantité d'énergie de l'ordre de 1,3 TJ/g, une densité énergétique 226 000 fois supérieure à celle du TNT. L'hafnium 178m2 n'est pas le seul matériau permettant d'atteindre cette densité, mais a la particularité de restituer cette énergie exclusivement sous forme de rayonnements électromagnétiques, à savoir rayons γ et rayons X.

## Controverse de l'émission gamma induite
Un article publié le 25 janvier 1999 dans les Physical Review Letters par un physicien de l'Université du Texas à Dallas, Carl B. Collins, a suscité un très vif intérêt chez les scientifiques, et notamment les militaires, en révélant la détection d'une intense émission γ à partir d'un échantillon d'hafnium 178m2 soumis au rayonnement X d'un appareil de radiographie dentaire.
Cette expérience laissait entendre qu'il serait possible de déclencher la transition isomérique par faible irradiation X des noyaux de 178m2Hf, et donc de contrôler la cinétique de libération de l'énergie d'excitation du noyau métastable. Cette énergie étant libérée dans un laps de temps très court, cela permettrait d'atteindre des puissances considérables, de l'ordre de 1018 W sous forme de rayons γ, par exemple pour réaliser des armes de destruction massive à la fois compactes et particulièrement létales.
Toutefois, devant l'impossibilité de reproduire cette expérience par d'autres équipes, la réalité du phénomène d'émission gamma induite (IGE, pour Induced Gamma Emission) a rapidement été contestée. Une expérience censée trancher le débat a été conduite en 2003 à l'initiative d'Anthony Tether, alors à la tête de la DARPA, à la suite d'une évaluation économique établissant la viabilité de la production d'hafnium 178m2 en quantité suffisante à des fins militaires — les États-Unis étaient alors en pleine « guerre contre la terreur » à la suite des attentats du 11 septembre 2001. Les résultats de cette expérience, baptisée Triggered Isomer Proof (TRIP), n'ont jamais été rendus publics, mais seraient positifs, selon l'agence.
À ce jour, diverses publications appuient ou démontent le phénomène d'IGE — la communauté scientifique est partagée, mais globalement sceptique — de telle sorte qu'il demeure difficile de faire la part des choses entre phénomène physique peut-être réel d'une part et, d'autre part, possible mystification d'un complexe militaro-industriel soucieux de se voir débloquer des crédits.

## Articles liés
- Hafnium
- Radioisotope
- Table des isotopes
- Émission gamma induite

| 1 | H  |    |    |    |    |    |    |    |    |    |    |    |    |    |    |    |    |    |    |    |    |    |    |    |    |    |    |    |    |    |    | He |
| 2 | Li | Be |    |    |    |    |    |    |    |    |    |    |    |    |    |    |    |    |    |    |    |    |    |    |    |    | B  | C  | N  | O  | F  | Ne |
| 3 | Na | Mg |    |    |    |    |    |    |    |    |    |    |    |    |    |    |    |    |    |    |    |    |    |    |    |    | Al | Si | P  | S  | Cl | Ar |
| 4 | K  | Ca |    |    |    |    |    |    |    |    |    |    |    |    |    |    | Sc | Ti | V  | Cr | Mn | Fe | Co | Ni | Cu | Zn | Ga | Ge | As | Se | Br | Kr |
| 5 | Rb | Sr |    |    |    |    |    |    |    |    |    |    |    |    |    |    | Y  | Zr | Nb | Mo | Tc | Ru | Rh | Pd | Ag | Cd | In | Sn | Sb | Te | I  | Xe |
| 6 | Cs | Ba | La | Ce | Pr | Nd | Pm | Sm | Eu | Gd | Tb | Dy | Ho | Er | Tm | Yb | Lu | Hf | Ta | W  | Re | Os | Ir | Pt | Au | Hg | Tl | Pb | Bi | Po | At | Rn |
| 7 | Fr | Ra | Ac | Th | Pa | U  | Np | Pu | Am | Cm | Bk | Cf | Es | Fm | Md | No | Lr | Rf | Db | Sg | Bh | Hs | Mt | Ds | Rg | Cn | Nh | Fl | Mc | Lv | Ts | Og |